# Władysław Mazurkiewicz
Władysław Mazurkiewicz, noto anche come Assassino gentiluomo o il Fantasma di Cracovia (Cracovia, 31 gennaio 1911 – Cracovia, 31 gennaio 1957), è stato un serial killer polacco, tra i più efferati della Polonia; ha commesso almeno 6 omicidi ed è stato sospettato di molti più.

## Il Fantasma di Cracovia

### Le origini
Mazurkiewicz nacque il 31 gennaio 1911; non si conosce nulla della sua infanzia.
Aveva uno stile di vita sontuoso e possedeva delle case lussuose a Cracovia, dove viveva, e a Varsavia. Si vestiva in modo elegante, aveva dei modi gentili di fare e veniva descritto come un uomo ricco intelligente che frequentava buoni hotel e locali.

### Gli omicidi
Gli omicidi partirono nel 1940 e si conclusero al suo arresto, nel 1956: le sue vittime erano uomini e giovani donne, che venivano prima uccise e poi rapinate. Il movente era di tipo economico: infatti derubava le vittime per sostenere le spese per la manutenzione dei suoi appartamenti.
Il suo modus operandi era il seguente: ospitava la vittima ignara in casa e la avvelenava offrendole un tè che conteneva alte dosi di potassio e cianuro; quando non offriva da bere, preparava un panino con prosciutto che trattava con il veleno; un tentato omicidio e un omicidio vennero commessi in questo modo; è stato indicato che la prima vittima aveva origini ebree.
Attorno al 1945, terminata l'occupazione nazista della Polonia, cambiò modus operandi: avvicinava le vittime, le portava in un luogo appartato e gli sparava in testa; altri tre omicidi vennero commessi con una pistola Walther calibro 7,56 mm; per gli ultimi due cambiò il modello di arma e usò una Walther modello 9.

### Il sopravvissuto
Il 26 settembre 1955 si presentò in un ospedale di Varsavia una persona di nome Stanisław Łopuszyński, che soffriva di mal di testa; i medici gli fecero un esame a raggi X del cranio e ci trovarono dentro un proiettile di piombo.
L'uomo raccontò che, alcuni giorni prima, stava tornando con una macchina da Zakopane a Varsavia con una persona; si era poi addormentato e risvegliato il giorno dopo con un'emicrania: evidentemente nel sonno qualcuno gli aveva sparato in testa ed era scappato pensando fosse morto. Il proiettile apparteneva a una pistola Walther calibro 6,35 mm.
A partire da questo fatto le indagini migliorarono e, in pochi mesi, la polizia arrivò a Mazurkiewicz.

### L'arresto
Venne arrestato nel 1956; la polizia lo accusò di almeno 30 omicidi e lui in carcere confessò tutto dicendo: Sì, è vero. Due cadaveri furono scoperti sotto il pavimento di un garage in affitto, situato nella zona di vis Marchlewskiego, ora via Beliny-Prażmowskiego; altri due vennero gettati nel fiume Vistola e un altro fu occultato nel profondo di una foresta vicina alla località di Liszkami.

### Il processo, le voci, il silenzio
Nell'estate dello stesso anno si aprì il processo, che ebbe luogo nel Tribunale Distrettuale di Cracovia. Terminò il 30 agosto 1956: Mazurkiewicz, esattamente come volle il giudice, venne condannato a morte tramite impiccagione per soli 6 omicidi ai danni di quattro uomini e due donne e per 2 tentati omicidi; durante le udienze i testimoni ebbero paura di parlare e l'avvocato della difesa, il polacco Zygmunt Hofmokl Ostrowski (1873 – 1963), tentò di difendere l'imputato dicendo che era un assassino nato e che la pena di morte andava contro l'ideologia ufficiale di Stato. Si vociferò che il killer fosse una spia legata ad alcuni ufficiali della Gestapo, la polizia nazista; ma probabilmente queste voci erano false, in quanto né gli storici né la polizia trovò dei documenti che stabilissero ciò; anche se fosse stato vero, nessuno volle testimoniare il fatto alle autorità giudiziarie per paura.
Corse la voce anche che lavorasse con il Ministero della Pubblica Sicurezza da cui si riteneva fosse protetto.

### La fine
La sentenza fu eseguita nel carcere di via Montelupich a Cracovia il 31 gennaio 1957, alle ore 16:30. Era anche il giorno del suo 46º compleanno. Le sue ultime parole furono: Addio, signori, presto ci incontreremo lì!.